# ウィグナーの分類
ウィグナーの分類（英: Wigner's classification） とは、数学と理論物理学において、ポアンカレ群の、質量の鋭敏な固有値を持つ、非負のエネルギー E ≥ 0  の既約ユニタリ表現の分類である。物理学における素粒子論での素粒子や場の量子論での場の数学的表現を分類するために、ユージン・ウィグナーによって提唱された。分類はポアンカレ群の安定化部分群に依拠し、さまざまな質量状態のウィグナー小群（Wigner little groups）と呼ぶ。
質量 {\displaystyle m\equiv {\sqrt {P^{2}}}} はポアンカレ群のカシミール不変量であり、その表現を名づけるのには役に立つかもしれない。
この表現は m > 0 の場合、m = 0 だが P0 > 0 の場合、m = 0 で Pμ = 0 の場合、の3つの場合に応じて分類される。